# Травис Найт
Травис Ендрю Найт (на английски: Travis Andrew Knight) е американски аниматор, режисьор и филмов продуцент.
Роден е на 13 септември 1973 година в Хилсбъроу, щата Орегон, в семейството на Филип Найт, основател на големия производител на обувки и облекло „Найк“. Завършва Портландския щатски университет и издава един неуспешен рап албум, след което се включва активно в управлението на купено от баща му анимационно студио, днес известно като „Лайка“. Първоначално е продуцент и аниматор, а през 2016 режисира успешния „Кубо и пътят на самурая“.